# Hettyei János-díj
A Hettyei János-díjat a Vega Csillagászati Egyesület (VCSE) alapította. A díjat azok kaphatják meg, akik sokat tettek a Zala megyei csillagászatért, amatőrcsillagászatért, a csillagászati ismeretterjesztésért, vagy a Vega Csillagászati Egyesületért, vagy kiemelkedő észlelőmunkát végeztek.

## Alapítás
A díjat a VCSE közgyűlése 2001-ben, az egyesület megalakulásának 10. évfordulóján hozta létre. Névadóul az első név szerint ismert zalai amatőrcsillagászt, Hettyei Jánost választották, aki 1834-ben először adott magyar nyelven leírást állatövi fény megfigyeléséről, valamint 1842-ben két távcsővel megfigyelte, és az érdeklődőknek be is mutatta a zalaegerszegi megyeházáról az akkor látható volt teljes napfogyatkozást.
A 20 ezer Ft eszmei értékű díjat Santák Judit zalaegerszegi-londoni iparművész készítette el. A díj előlapján a "HETTYEI JÁNOS DÍJ VCSE" felirat olvasható, hátlapján pedig egy stilizált napfogyatkozás látható Baily-jelenséggel (Hettyei János napfogyatkozás-észlelésekor feljegyezte e jelenség láthatóságát). A díj keresztmetszetben gyűjtőlencsét formáz, amely lencsés csillagászati távcsövekben fordul elő.
A díj szokásos rövidítése HJD, amely egyben a csillagászatban alapvető jelentőségű időegységnek, a heliocentrikus Julián Dátumnak is rövidítése.

## Odaítélés módja
A díjra a VCSE tagjai és tisztségviselői, valamint a korábbi díjazottak tesznek javaslatot minden év októberében és novemberében. A javaslatok közül a VCSE elnöksége egyet kiválaszt, és a VCSE közgyűlése elé terjeszti, amely dönt az odaítélésről.

## A Hettyei János-díj eddigi kitüntetettei
2001: Zelkó Zoltán csillagász (az 1999-es zalaegerszegi napfogyatkozás-rendezvény megszervezéséért)
2002: Dúcz Mihály tanár (fiatalok körében végzett tudománynépszerűsítő tevékenységéért.)
2004: Szutor Péter amatőrcsillagász (kiemelkedő amatőrcsillagászati megfigyelő tevékenységéért)
2005: Horváth Tibor amatőrcsillagász (kiemelkedő amatőrcsillagászati megfigyelő tevékenységéért)
2006: Csizmadia Ákos történész (egyesületi szervezőmunkájáért)
2007: Bánfalvi Péter tanár (csillagászati ismeretterjesztő tevékenységéért és az Egyesület érdekében kifejtett munkájáért)
2009: Vilmos Mihály tanár (csillagászati ismeretterjesztő tevékenységéért, amatőrcsillagászati szervező munkájáért)
2011: Juhász Tibor csillagász, tanár (amatőrcsillagászati észleléseiért, az Albireo című amatőrcsillagászati lap szerkesztéséért és csillagászati szakkörvezetői munkájáért)
2013: Pető Zsolt (két évtizedes, kiemelkedő amatőrcsillagász meteormegfigyelő tevékenységéért)
2015: Gazdag Attila (közel két évtizedes, kiemelkedő amatőrcsillagászati szervező és ismeretterjesztő, egyesületszervező tevékenységéért)
2016: Csizmadia Szilárd csillagász (közel két évtizedes, kiemelkedő csillagászati kutatómunkájáért, amatőrcsillagászati szervező és ismeretterjesztő, egyesületszervező tevékenységéért)
2017: Paragi Zsolt csillagász (kiemelkedő csillagászati kutatómunkájáért, korábbi ismeretterjesztő tevékenységéért)
2018: Hegedüs Tibor csillagász (kiemelkedő ismeretterjesztő tevékenységéért)
2019: Jandó Attila amatőrcsillagász (kiemelkedő egyesületi szervezőmunkájáért, ismeretterjesztő tevékenységéért és távcsöves bemutatásaiért)
2020: Schmall Rafael amatőrcsillagász, asztrofotográfus, asztrotájkép-készítő (kiemelkedő asztrotájképes, asztrofotós tevékenységéért és mindig segítőkész asztrofotós tanácsaiért, oktatásaiért)
2021: Ágoston Zsolt kiemelkedő asztrotájképes, asztrofotós tevékenységéért, a honlapon, a felügyelőbizottságban, a táborokban és észlelőesteken, észlelőhétvégeken, online előadésokon, távcsöves bemutatókon nyújtott nagyszerű teljesítményéért. 
2022: Román Dávid (kiemelkedő ismeretterjesztő tevékenységéért, amelyet rövidfilmekkel, cikkekkel és képekkel ért el) 
2023: Varga György (kiemelkedő vizuális észlelő tevékenységéért)
2024: Péter Attila (kiemelkedő közösségi tevékenységéért, a kávási észlelőbázison végzett munkájáért)
2025: Sragner Márta (a CSIMABI szerkesztésében végzett munkája, valamint több magyar amatőrcsillagász és csillagász, köztük Hetyei János, bibliográfiájának és/vagy részletes életrajzának összeállításáért, szerkesztéséért.)